# Slovenčeva ulica, Ljubljana
Slovenčeva ulica je ena izmed cest v Ljubljani.

## Urbanizem
Cesta poteka od križišča z Vodovodno in s Podmilščakovo do križišča s Savljami in Ježico.
Na cesto se (od juga proti severu) povezujejo: Glavarjeva, Vodovodna (večkrat), Mašera-Spasićeva, Tolstojeva, Turnerjeva, Ulica pahorskega bataljona, Ogrinčeva, Bevkova, Ulica padlih borcev, Omahnova, Rodičeva, Ulica prvoborcev, Staneta Severja, Bratovševa ploščad, Ulica 7. septembra in Glinškova ploščad.
Ob cesti se nahajajo: 
- Vodovod-Kanalizacija,
- Ljubljanske mlekarne,
- Osnovna šola Franceta Bevka Ljubljana ...

## Javni potniški promet
Po Podmilščakovi ulici poteka trasa mestnih avtobusnih linij št. 14 in 18. Na ulici so štiri postajališča mestnega potniškega prometa.

### Postajališča MPP
| postajališče                | št. linije |
| --------------------------- | ---------- |
| 102072 Vodovodna            | 14         |
| 103022 Brinje               | 14         |
| 103062 Pohorskega bataljona | 14         |
| 103092 Gorjančeva           | 14, 18     |

| postajališče                | št. linije |
| --------------------------- | ---------- |
| 103091 Gorjančeva           | 14, 18     |
| 103061 Pohorskega bataljona | 14         |
| 103021 Brinje               | 14         |